# Этельред (архиепископ Кентерберийский)
Этельред (англ. Æthelred; умер 30 июня 888) — 18-й архиепископ Кентерберийский (870—888).

## Биография
В одном из сохранившихся списков англосаксонской хроники, известном как «двуязычный кентерберийский конспект» (Bilingual Canterbury Epitome), или «рукопись F» (ныне хранится в Британской библиотеке), содержится указание, что Этельред был переведён на Кентерберийскую кафедру в 870 году с должности епископа Уилтширского. Однако, современными исследованиями доказана недостоверность этих сведений.
Основную сложность и опасность в период правления Этельреда представляли ежегодные набеги викингов на англосаксонские территории. До настоящего времени сохранились монеты, отчеканенные в Кентербери того периода. В Кройдоне (Суррей) обнаружен клад серебряных монет, оставленный викингами, что свидетельствует о вероятности захвата ими этого архиепископского имения около 872 года.
О положении церкви в Англии этого периода можно судить по содержанию письма Папы Римского Иоанна VIII архиепископу Этельреду, в котором понтифик призывал адресата выступить на защиту прав церкви от притязаний короля Уэссекса Альфреда.
Важнейшим событием для Кентерберийской архиепархии за время правления Этельреда (с 870 года до смерти 30 июня 888 года) стало обретение так называемого «золотого Евангелия». Его пожертвовал элдормен Суррея Альфред, заплативший золотом выкуп «армии язычников» (предположительно, оно попало к викингам во время одного из набегов начала 850-х годов).